# Siegmund Bosel

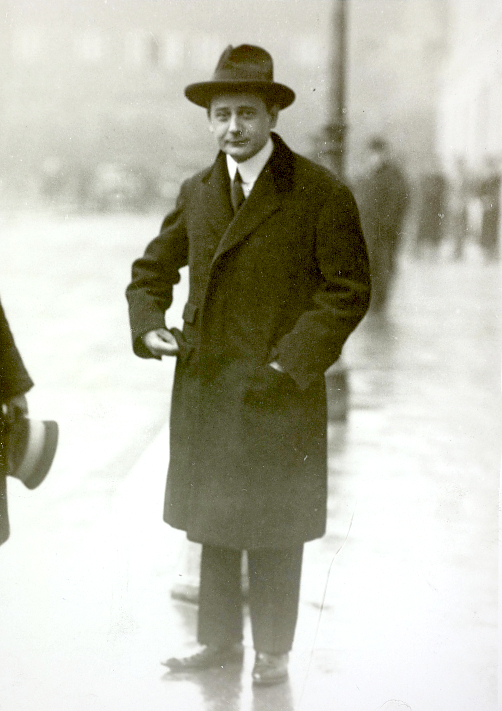
Max Fenichel: Siegmund Bosel (um 1930)

Siegmund Bosel, auch Sigmund (geboren 10. Januar 1893 in Wien; gestorben am 8. Februar 1942), war ein österreichischer Großkaufmann, Bankier und Börsenspekulant, der eine bedeutende, aber umstrittene Rolle im Wirtschaftsleben in der Ersten Republik spielte.

## Leben
Der in Wien geborene Textilkaufmann jüdischer Herkunft arbeitete sich während des Ersten Weltkriegs trotz seiner Jugend zum größten Heereslieferanten Österreichs hoch. Während der Nachkriegsinflation bewahrte und vergrößerte Bosel durch gewagte Börsengeschäfte sein Vermögen, übernahm 1923 die Union-Bank und wurde kurzfristig zu einem der reichsten Männer des Landes. Er machte damit der alteingesessenen, ebenfalls jüdischen Familie Rothschild erhebliche Konkurrenz. Vor allem Louis Rothschild sah Bosel mit einer Mischung aus Misstrauen und Nonchalance.
1925 hatte Bosel allerdings starke Verluste durch Fehlspekulationen hinzunehmen und riss beinahe auch die Postsparkasse, die Bosels Abenteuer finanziert hatte, mit in den Abgrund. Ein großer Teil dieser Schuld wurde ihm 1933 durch Finanzminister Karl Buresch erlassen. Bereits 1926 hatte die in diesem Zusammenhang stehende Flucht des Finanzministers Jakob Ahrer nach Kuba für großes Aufsehen gesorgt. Aufgrund der Verwicklung Bosels in den Postsparkassenskandal begann eine Serie von Prozessen, die ihn den Großteil seines Vermögens kosteten. Bosel blieb im Wesentlichen nur mehr der Besitz eines Teppichhauses. Nach dem Anschluss Österreichs wurde Bosel als Jude verfolgt. Die gesamte Einrichtung seiner Villa in Wien-Hietzing (Gloriettegasse 17–19) wurde auf Anordnung des Exekutionsgerichtes am 14. und 15. Juli 1938 im Wiener Dorotheum versteigert.

## Ermordung durch die Nationalsozialisten
Über Bosels Tod gibt es widersprüchliche Angaben. Nach Zeugenangaben soll der SS-Hauptsturmführer Alois Brunner Bosel im Februar 1942 anlässlich der Deportation der Wiener Juden von Aspangbahnhof nach Riga erschossen haben. Georg Ransmayr berichtet folgenden Sachverhalt über den Tod Sigmund Bosels nach Zeugenaussagen von Gertrude Schneider „… Genau 1004 Juden sind an diesem 6. Februar 1942 an Bord der Waggons … (Ausnahmsweise fährt Alois Brunner dieses Mal aber selber nach Riga mit)… Verspätet wird als letzter Passagier der schwerkranke Sigmund Bosel auf einer Bahre im Pyjama zu dem Transport nach Riga gebracht. Pinkas Hirschhorn erkennt seinen Kartenspiel-Partner aus dem Café Brillantengrund … Auf der zweiten Stufe der Plattform des Waggons hatte man Bosel im Freien angekettet.… Und dann hat der Alois Brunner begonnen, den Bosel mit den Füßen zu treten … Und dann hat der Bosel gesagt: 'Gnade, Gnade' - und beim dritten Gnade hat (Brunner) ihn erschossen. Ein Schuss, ein einziger Schuss.“ Zum Todesdatum 1945 im Österreichischen Personenlexikon erklärt Ransmayer, dies sei lediglich von Amts wegen mit dem Kriegsende 8. Mai 1945 festgestellt worden, da über die Vermisstenmeldung hinaus keine weiteren Informationen zum Tod Bosels vorlagen.

## Rezeption
Angesichts von Bankenskandalen im 21. Jahrhundert wendet sich die sozialwissenschaftliche Forschung auch der Figur des Spekulanten Bosel zu.

## Film
- Der Massenmörder und der Trillionär. Dokumentation von Georg Ransmayr, ORF 2013.